# Nampula
Nampula est une ville du Mozambique et la capitale de la province de Nampula. Avec sa population de 477 900 habitants en 2007, Nampula est la troisième ville du Mozambique, où elle est connue comme la « capitale du Nord ».

## Géographie
Nampula est située au cœur de la province, à 130 km du canal du Mozambique (océan Indien) et à 1 385 km au nord-est de Maputo.

## Histoire
La ville connait ces dernières années un essor économique relativement important, notamment grâce au « corridor de Nacala » qui constitue l'axe routier et ferroviaire Nacala – Malawi, uniques voies d'accès pour ce dernier vers la mer.

## Population
Recensements ou estimations de la population :
| 1940  | 1960    | 1970    | 1986    | 1991    | 1997    | 2007    |
| ----- | ------- | ------- | ------- | ------- | ------- | ------- |
| 3 400 | 104 600 | 126 126 | 182 500 | 250 500 | 314 965 | 477 900 |

## Religion
Nampula est le siège d'un archevêché catholique.

## Transports

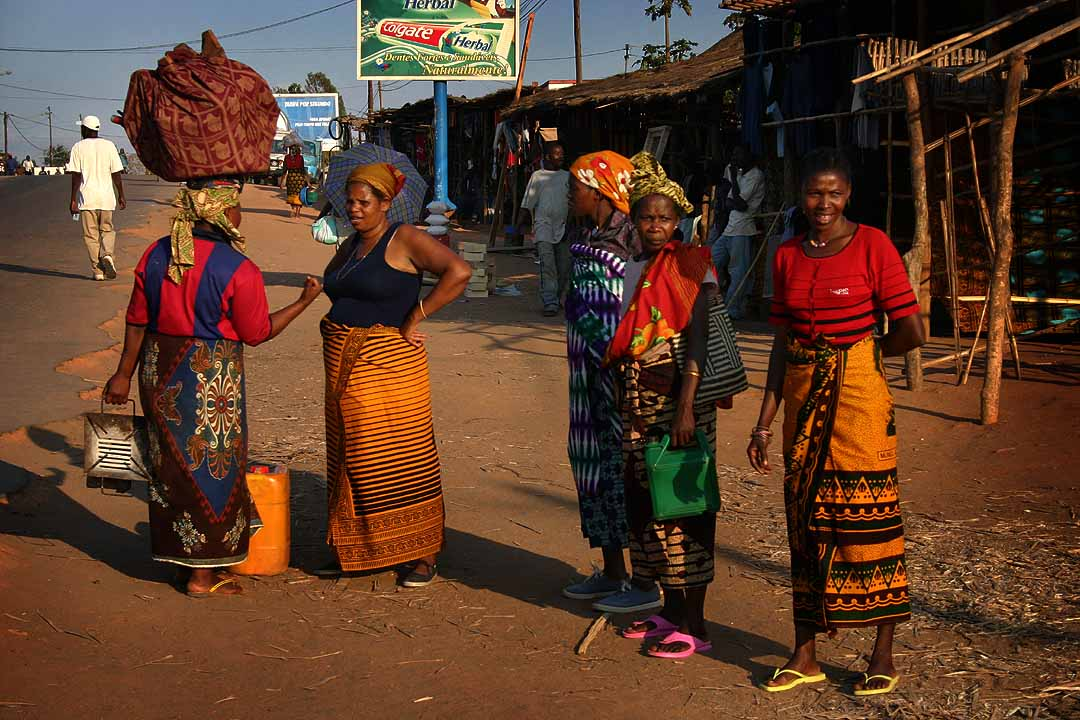
Femmes de Nampula.

Cette ville reste isolée et son moyen de liaison le plus simple avec la capitale reste l'avion : Nampula possède un aéroport (code AITA : APL). Il existe des vols quotidiens effectués par la compagnie nationale d'aviation LAM et Air Corridor, une compagnie privée.
Un pont franchissant le Zambèze à Caia a été mis en service en 2009. Il permet de mettre en relation les routes goudronnées du sud du Mozambique et celles du nord.
Un accès vers Nacala, principal port de la province, existe et permet d'ouvrir la région aux échanges et de renforcer le « corridor de Nacala ».

## Région de Nampula
La région de Nampula a conservé une nature quasiment intacte du fait de son éloignement du pôle économique du pays, la région Sud, frontalière avec l'Afrique du Sud et où se trouve la capitale, Maputo. Les infrastructures sont rares et le réseau routier en construction. Ainsi on y observe des fonds marins et des paysages splendides.
La faune reprend tranquillement ses droits après avoir longtemps évité de séjourner trop longtemps proche des régions habitées, en raison d'une chasse intensive.
La culture est donc une des principales sources de nourriture pour les paysans car l'élevage n'est que très difficilement envisageable.

## Personnalité
- Carlos Queiroz (1953–), entraîneur de football portugais, y est né.
- Alberto Vaquina (1961–), Premier ministre du Mozambique (2010-2012), y est né.
- Nazira Abdula (1969-), femme politique mozambicaine, y est née.
- Rui Águas (1972–), footballeur international portugais, y est né.
- Abel Xavier (1972–), footballeur international portugais, y est né.
- Paulo Fonseca (1973–), entraîneur du AC Milan, y est né.
- Rui Bandeira (1973–), chanteur portugais, y est né.
- Helder Pelembe (1987–), footballeur international mozambicain, y est né.

## Jumelages
- Leiria (Portugal)